# Parafia św. Stanisława Biskupa i Męczennika w Strzygach
Parafia pw. Świętego Stanisława Biskupa i Męczennika w Strzygach – parafia rzymskokatolicka należąca do dekanatu rypińskiego, diecezji płockiej, metropolii warszawskiej. 